# Heinz Feuerborn

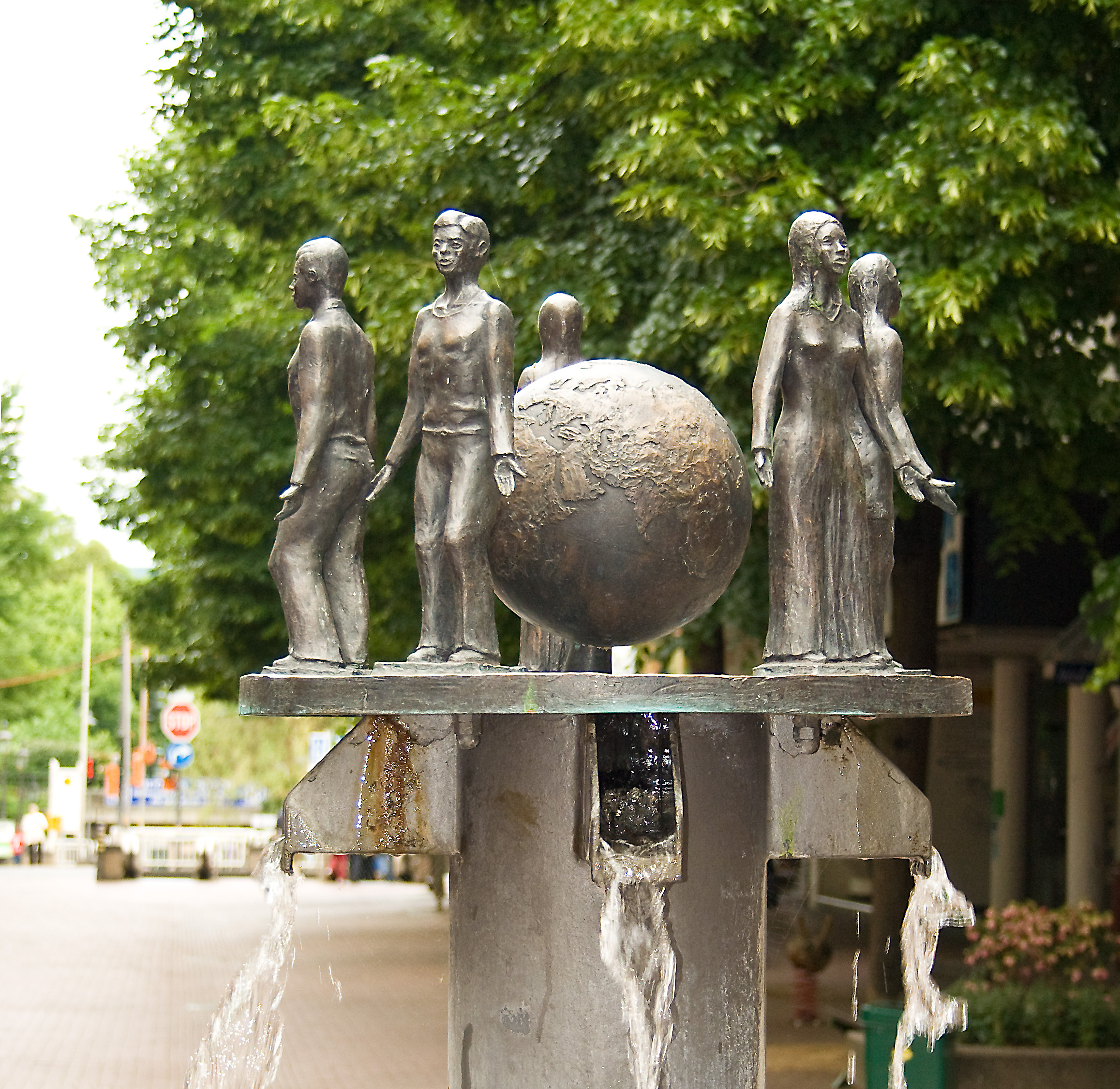
Skulptur Jugend als Bewahrer der Welt in der Bad Godesberger Innenstadt

Heinz Feuerborn (* 16. Mai 1930 in Hemer, Kreis Iserlohn; † 1. September 2018 in Bonn-Bad Godesberg) war ein Bonner Maler und Bildhauer.

## Leben
Heinz Feuerborn war ältester Sohn des Schneider- und Kürschnermeisters Wilhelm Feuerborn, der bereits 1941 als Soldat fiel, und seiner Frau Elisabeth. Er besuchte die Volksschule in Hemer bis 1944, absolvierte anschließend eine Maurerlehre und die Berufsfachschule in Iserlohn. Darauf folgten bis 1950 eine Bauzeichnerausbildung und bis 1951 der Besuch der Ingenieurschule Hagen.
Ab 1952 studierte Heinz Feuerborn an der Deutschen Sporthochschule in Köln und schloss 1955 als Diplom-Sportlehrer ab. Zwischenzeitlich wurde er 1954 Westdeutscher Meister im Zehnkampf und hielt in dieser Disziplin auch den deutschen Hochschulrekord.
Nach seinem Studium wurde Heinz Feuerborn Trainer in der Leichtathletikabteilung von Bayer 04 Leverkusen und ab 1956 Sportlehrer im Schuldienst, seit 1957 am Beethoven-Gymnasium in Bonn, wo er ab 1964 auch als Kunstlehrer tätig wurde.
1960 heiratete Heinz Feuerborn die Allgemeinmedizinerin Dr. Margreth Sondermann. 1993 trat er in den beruflichen Ruhestand. Er lebte und arbeitete bis zu seinem Tode in Muffendorf, Bonn-Bad Godesberg.

## Künstlerisches Wirken
1961 begann Heinz Feuerborn seine künstlerische Ausbildung an den Kölner Werkschulen und am Kölner Werklehrerseminar und legte 1964 dort sein Examen ab. Zu dieser Zeit entstanden zahlreiche plastische Arbeiten mit unterschiedlichen Materialien und Techniken, insbesondere Bronzegussplastiken und Ytongskulpturen. Vorwiegend stellte er Tiere und Menschen dar sowie Skulpturengruppen im Übergang von realistischer zu abstrahierender Darstellung.
Noch in die 1960er Jahre ist auch der Beginn seines malerischen Werks zu datieren, dass vorwiegend Aquarell- und Tuschezeichnungen und Arbeiten Öl auf Leinwand umfasst. In den 1970er Jahren erfuhr er eine prägende Zusammenarbeit mit dem Maler und Bildhauer Fritz Petsch aus Bad Godesberg-Muffendorf.

## Werk

### Ausstellungen (Auswahl)
- Deckerhaus, Bonn (1977)
- Beethoven-Gymnasium, Bonn (1979)
- Stadthalle, Bonn-Bad Godesberg (1983)
- Kelterhaus, Bonn-Bad Godesberg (1984, 1988, 2005, 2017)
- Weinhaus Muffendorf, Bonn-Bad Godesberg (1999)
- Felsenmeermuseum, Hemer (2007)
- Haus an der Redoute, Bonn-Bad Godesberg (2008)

### Kunst im öffentlichen Raum
- Frosch-Brunnen (ein Bronze-Brunnen), Bonn-Muffendorf (1981)
- Bronzene Bodenplatte 1100 Jahre Muffendorf, Hauptstraße Bonn-Muffendorf (1988)
- Plastik Christus am Kreuz, Aufbahrungsplatz Friedhof Bonn-Muffendorf (1991)
- Bronzeplastik Spielende Kinder, Remi-Baert-Platz, Bonn-Muffendorf (1993)
- Brunnenfigur Jugend als Bewahrer der Welt, Alte Bahnhofstraße, Bad Godesberg (1993), Aufstellung an dem Standort 2003[2]

### Sonstige
- Bronzeskulptur Eule, „Liberaler Bürgerpreis“ der FDP Bad Godesberg